# Eredivisie 2024-2025
L'Eredivisie 2024-2025 è stata la 69ª edizione della massima serie del campionato olandese di calcio. È iniziata il 9 agosto 2024 ed è terminata il 1º giugno 2025.
Il PSV è la squadra campione in carica, avendo vinto il titolo per la venticinquesima volta nella sua storia, e si è riconfermato vincendo il suo ventiseiesimo campionato.

## Stagione

### Novità
Nella stagione precedente sono retrocesse Vitesse e Volendam, ultime due classificate, e l'Excelsior, perdente dei play-off salvezza/promozione. Dalla Eerste Divisie 2023-2024, invece, sono state promosse Willem II e Groningen, rispettivamente prima e seconda classificate, alle quali si è unito il NAC Breda, vincitore dei play-off.

### Formula
Le 18 squadre partecipanti si affrontano in un girone all'italiana con partite di andata e ritorno per un totale di 34 giornate. La squadra campione d'Olanda si qualifica alla fase campionato della UEFA Champions League 2025-2026 insieme con la seconda, mentre la terza classificata viene ammessa al terzo turno di qualificazione. La squadra vincitrice della KNVB beker 2024-2025 viene ammessa alla fase campionato della UEFA Europa League 2025-2026 mentre la squadra classificata al 4° posto viene ammessa al secondo turno di qualificazione della UEFA Europa League 2025-2026. Le squadre classificatesi dal 5º all'8º posto partecipano ai play-off per determinare chi parteciperà al secondo turno di qualificazione della UEFA Conference League 2025-2026. In base al posizionamento in classifica della squadra vincitrice della KNVB beker 2024-2025 possono variare le posizioni delle squadre ammesse alle coppe o ai play-off di qualificazione.
Le ultime due classificate retrocedono in Eerste Divisie, mentre la squadra classificatasi al 16º posto partecipa ai play-off promozione/retrocessione con 6 squadre di Eerste Divisie per un posto in massima serie.

### Avvenimenti
La stagione 2024-2025 dell'Eredivisie ha visto il PSV Eindhoven conquistare il suo 26º titolo, il secondo consecutivo, superando l'Ajax di un solo punto. A cinque giornate dal termine l'Ajax guidava la classifica con nove punti di vantaggio, ma una serie di risultati negativi (due pareggi e due sconfitte) ha permesso al PSV di passare in testa grazie a quattro vittorie consecutive. Nell'ultima giornata, il PSV ha battuto lo Sparta Rotterdam 3-1, mentre l'Ajax ha vinto 2-0 contro il Twente, ma ciò non è bastato per riconquistare la vetta. Al termine del campionato l'allenatore dell'Ajax Francesco Farioli, ha dato le sue dimissioni lamentando divergenze di visione con la dirigenza. 
In fondo alla classifica, Almere City FC e RKC Waalwijk sono retrocesse direttamente in Eerste Divisie; il Willem II, sedicesimo classificato,  partecipa ai play-off promozione/retrocessione.

## Squadre partecipanti
| Club             | Stagione | Città      | Stadio                       | Stagione precedente                                 |
| ---------------- | -------- | ---------- | ---------------------------- | --------------------------------------------------- |
| Ajax             | dettagli | Amsterdam  | Johan Cruijff Arena          | 5º posto in Eredivisie                              |
| Almere City      |          | Almere     | Yanmar Stadion               | 13º posto in Eredivisie                             |
| AZ Alkmaar       |          | Alkmaar    | AFAS Stadion                 | 4º posto in Eredivisie                              |
| Feyenoord        | dettagli | Rotterdam  | Stadion Feijenoord - De Kuip | 2º posto in Eredivisie                              |
| Fortuna Sittard  |          | Sittard    | Fortuna Sittard Stadion      | 10º posto in Eredivisie                             |
| Go Ahead Eagles  |          | Deventer   | Adelaarshorst                | 9º posto in Eredivisie                              |
| Groningen        |          | Groningen  | Euroborg                     | 2º posto in Eerste Divisie, promossa                |
| Heerenveen       |          | Heerenveen | Abe Lenstra Stadion          | 11º posto in Eredivisie                             |
| Heracles Almelo  |          | Almelo     | Polman Stadion               | 14º posto in Eredivisie                             |
| NAC Breda        |          | Breda      | Stadio Rat Verlegh           | 8º posto in Eerste Divisie, promossa dopo i playoff |
| N.E.C.           |          | Nimega     | Goffertstadion               | 6º posto in Eredivisie                              |
| PEC Zwolle       | dettagli | Zwolle     | MAC³PARK Stadion             | 12º posto in Eredivisie                             |
| PSV              | dettagli | Eindhoven  | Philips Stadion              | 1º posto in Eredivisie, campione d'Olanda           |
| RKC Waalwijk     |          | Waalwijk   | Mandemakers Stadion          | 9º posto in Eredivisie                              |
| Sparta Rotterdam |          | Rotterdam  | Sparta Stadion Het Kasteel   | 15º posto in Eredivisie                             |
| Twente           |          | Enschede   | De Grolsch Veste             | 3º posto in Eredivisie                              |
| Utrecht          |          | Utrecht    | Stadion Galgenwaard          | 7º posto in Eredivisie                              |
| Willem II        |          | Tilburg    | Stadio Re Willem II          | 1º posto in Eerste Divisie, promossa                |

## Allenatori e primatisti
| Squadra          | Allenatore                                                                        | Calciatore più presente                       | Cannoniere                                       |
| ---------------- | --------------------------------------------------------------------------------- | --------------------------------------------- | ------------------------------------------------ |
| Ajax             | Francesco Farioli                                                                 | Kenneth Taylor (33)                           | Wout Weghorst (10)                               |
| Almere City      | Hedwiges Maduro (1ª-17ª) Jeroen Rijsdijk (18ª-)                                   | Nordin Bakker (34)                            | Junior Kadile (5)                                |
| AZ Alkmaar       | Maarten Martens                                                                   | Peer Koopmeiners (34)                         | Troy Parrott (14)                                |
| Feyenoord        | Brian Priske (1ª-22ª) Pascal Bosschaart (ad interim, 23ª) Robin van Persie (24ª-) | Igor Paixão (34)                              | Igor Paixão (16)                                 |
| Fortuna Sittard  | Danny Buijs                                                                       | 5 giocatori (31)                              | Kristoffer Peterson (7)                          |
| Go Ahead Eagles  | Paul Simonis                                                                      | Victor Edvardsen Joris Kramer Mats Deijl (34) | Jakob Breum (10)                                 |
| Groningen        | Dick Lukkien                                                                      | Thom van Bergen (34)                          | Thom van Bergen Jorg Schreuders Stije Resink (5) |
| Heerenveen       | Robin van Persie (1ª-23ª) Henk Brugge (24ª-)                                      | Levi Smans Oliver Johansen Braude (33)        | Ion Nicolăescu (8)                               |
| Heracles Almelo  | Erwin van de Looi                                                                 | Fabian de Keijzer Damon Mirani (34)           | Luka Kulenović (9)                               |
| NAC Breda        | Carl Hoefkens                                                                     | Max Balard (33)                               | Elías Már Ómarsson (8)                           |
| N.E.C.           | Rogier Meijer                                                                     | Calvin Verdonk Sami Ouaissa Başar Önal (33)   | Vito van Crooij (9)                              |
| PEC Zwolle       | Johnny Jansen                                                                     | Dylan Mbayo Anselmo García MacNulty (34)      | Dylan Vente (13)                                 |
| PSV              | Peter Bosz                                                                        | Ryan Flamingo Walter Benítez (34)             | Luuk de Jong (14)                                |
| RKC Waalwijk     | Henk Fraser                                                                       | Richonell Margaret (34)                       | Oskar Zawada (9)                                 |
| Sparta Rotterdam | Jeroen Rijsdijk (1ª-10ª) Nourdin Boukhari (ad interim, 11ª) Maurice Steijn (12ª-) | Nick Olij (34)                                | Tobias Lauritsen (10)                            |
| Twente           | Joseph Oosting                                                                    | Michel Vlap (34)                              | Sem Steijn (24)                                  |
| Utrecht          | Ron Jans                                                                          | Souffian El Karouani (34)                     | Paxten Aaronson (8)                              |
| Willem II        | Peter Maes                                                                        | Thomas Didillon (34)                          | Jesse Bosch (6)                                  |

## Classifica finale
|  | Pos. | Squadra          | Pt | G  | V  | N  | P  | GF  | GS | DR  |
|  | ---- | ---------------- | -- | -- | -- | -- | -- | --- | -- | --- |
|  | 1.   | PSV              | 79 | 34 | 25 | 4  | 5  | 103 | 39 | +64 |
|  | 2.   | Ajax             | 78 | 34 | 24 | 6  | 4  | 67  | 32 | +35 |
|  | 3.   | Feyenoord        | 68 | 34 | 20 | 8  | 6  | 76  | 38 | +38 |
|  | 4.   | Utrecht          | 64 | 34 | 18 | 10 | 6  | 62  | 45 | +17 |
|  | 5.   | AZ Alkmaar       | 57 | 34 | 16 | 9  | 9  | 58  | 37 | +21 |
|  | 6.   | Twente           | 54 | 34 | 15 | 9  | 10 | 62  | 49 | +13 |
|  | 7.   | Go Ahead Eagles  | 51 | 34 | 14 | 9  | 11 | 57  | 55 | +2  |
|  | 8.   | N.E.C.           | 43 | 34 | 12 | 7  | 15 | 51  | 46 | +5  |
|  | 9.   | Heerenveen       | 43 | 34 | 12 | 7  | 15 | 42  | 57 | -15 |
|  | 10.  | PEC Zwolle       | 41 | 34 | 10 | 11 | 13 | 43  | 51 | -8  |
|  | 11.  | Fortuna Sittard  | 41 | 34 | 11 | 8  | 15 | 37  | 54 | -17 |
|  | 12.  | Sparta Rotterdam | 39 | 34 | 9  | 12 | 13 | 39  | 43 | -4  |
|  | 13.  | Groningen        | 39 | 34 | 10 | 9  | 15 | 40  | 53 | -13 |
|  | 14.  | Heracles Almelo  | 38 | 34 | 9  | 11 | 14 | 42  | 63 | -21 |
|  | 15.  | NAC Breda        | 33 | 34 | 8  | 9  | 17 | 34  | 58 | -24 |
|  | 16.  | Willem II        | 26 | 34 | 6  | 8  | 20 | 34  | 55 | -22 |
|  | 17.  | RKC Waalwijk     | 25 | 34 | 6  | 7  | 21 | 44  | 74 | -30 |
|  | 18.  | Almere City      | 22 | 34 | 4  | 10 | 20 | 23  | 64 | -41 |

Legenda:
      Campione dei Paesi Bassi e ammessa alla fase campionato della UEFA Champions League 2025-2026
      Ammessa alla fase campionato della UEFA Champions League 2025-2026
      Ammessa al terzo turno di qualificazione della UEFA Champions League 2025-2026
      Ammessa alla fase campionato della UEFA Europa League 2025-2026
      Ammessa al terzultimo turno di qualificazione della UEFA Europa League 2025-2026
      Ammessa al secondo turno di qualificazione della UEFA Conference League 2025-2026 in quanto vincitrice dei Playoff
 Partecipa ai play-off o ai play-out.
      Retrocesse in Eerste Divisie 2025-2026
Regolamento:

Tre punti per la vittoria, uno per il pareggio, zero per la sconfitta.
La classifica viene stilata secondo i seguenti criteri:
- Punti ottenuti
- Differenza reti generale
- Reti totali realizzate
- spareggio (solo per decidere la squadra campione e la retrocessione)
- Punti conquistati negli scontri diretti
- Differenza reti negli scontri diretti
- Reti realizzate in trasferta negli scontri diretti

Note:

## Risultati

### Tabellone
Ogni riga indica i risultati casalinghi della squadra segnata a inizio della riga, contro le squadre segnate colonna per colonna (che invece avranno giocato l'incontro in trasferta). Al contrario, leggendo la colonna di una squadra si avranno i risultati ottenuti dalla stessa in trasferta, contro le squadre segnate in ogni riga, che invece avranno giocato l'incontro in casa.
|                  | AJA  | ALM  | AZ   | FEY  | FOR  | GAE  | GRO  | HEE  | HER  | NAC  | NEC  | PEC  | PSV  | RKC  | SPA  | TWE  | UTR  | WIL  |
| ---------------- | ---- | ---- | ---- | ---- | ---- | ---- | ---- | ---- | ---- | ---- | ---- | ---- | ---- | ---- | ---- | ---- | ---- | ---- |
| Ajax             | –––– | 3-0  | 2-2  | 2-1  | 5-0  | 2-0  | 3-1  | 1-0  | 4-0  | 3-1  | 0-3  | 2-0  | 3-2  | 2-1  | 1-1  | 2-0  | 2-2  | 1-0  |
| Almere City      | 0-1  | –––– | 0-1  | 1-4  | 1-1  | 0-0  | 1-1  | 3-0  | 0-2  | 1-1  | 1-0  | 2-2  | 1-7  | 1-4  | 0-3  | 0-5  | 1-3  | 0-1  |
| AZ               | 2-1  | 1-1  | –––– | 0-1  | 1-0  | 2-2  | 3-0  | 9-1  | 1-0  | 1-1  | 1-0  | 2-0  | 1-2  | 2-2  | 1-2  | 1-0  | 1-2  | 1-2  |
| Feyenoord        | 0-2  | 2-1  | 3-2  | –––– | 1-1  | 3-2  | 4-1  | 3-0  | 5-2  | 2-0  | 0-0  | 4-0  | 2-3  | 2-0  | 3-0  | 2-1  | 1-2  | 1-1  |
| Fortuna Sittard  | 0-2  | 3-0  | 1-0  | 0-2  | –––– | 0-3  | 1-0  | 3-0  | 1-0  | 1-0  | 0-3  | 1-4  | 1-3  | 3-2  | 0-3  | 1-2  | 0-0  | 1-0  |
| Go Ahead Eagles  | 1-1  | 3-0  | 0-3  | 1-5  | 0-2  | –––– | 2-1  | 1-0  | 4-1  | 2-1  | 5-0  | 2-2  | 3-2  | 2-0  | 1-0  | -    | 2-2  | 1-0  |
| Groningen        | 2-2  | 0-0  | 0-0  | 2-2  | 1-0  | 0-1  | –––– | 1-0  | 4-1  | 4-1  | 2-1  | 0-0  | 1-3  | 6-1  | 1-0  | 1-1  | 0-1  | 2-0  |
| Heerenveen       | 0-2  | 2-1  | 3-1  | 2-0  | 2-2  | 1-0  | 2-1  | –––– | 1-1  | 4-0  | 1-0  | 1-1  | 1-0  | 1-1  | 2-0  | 3-3  | 1-1  | 3-1  |
| Heracles Almelo  | 3-4  | 0-0  | 1-0  | 1-4  | 2-2  | 4-2  | 1-1  | 2-1  | –––– | 2-0  | 1-2  | 4-2  | 1-3  | 2-2  | 0-1  | 2-1  | 1-1  | 1-1  |
| NAC Breda        | 2-1  | 1-0  | 1-2  | 0-0  | 1-0  | 1-1  | 1-1  | 2-4  | 1-1  | –––– | 1-0  | 1-3  | 0-3  | 4-1  | 1-1  | 2-1  | 1-2  | 1-1  |
| N.E.C.           | 1-2  | 2-2  | 3-3  | 1-1  | 4-1  | 2-3  | 6-0  | 3-0  | 1-2  | 3-0  | –––– | 1-0  | 3-3  | 2-1  | 1-1  | 1-2  | 1-2  | 1-1  |
| PEC Zwolle       | 0-1  | 1-0  | 0-2  | 1-5  | 3-1  | 2-0  | 1-1  | 1-1  | 3-0  | 1-2  | 0-1  | –––– | 3-1  | 2-0  | 1-0  | 1-1  | 3-3  | 0-1  |
| PSV              | 0-2  | 5-0  | 2-2  | 3-0  | 4-1  | 3-0  | 5-0  | 2-1  | 4-1  | 3-2  | 2-0  | 6-0  | –––– | 5-1  | 2-1  | 6-1  | 2-2  | 1-1  |
| RKC Waalwijk     | 0-2  | 2-0  | 0-3  | 2-3  | 1-2  | 5-3  | 1-2  | 3-1  | 0-0  | 5-0  | 0-3  | 1-1  | 0-3  | –––– | 1-2  | 2-2  | 0-4  | 2-0  |
| Sparta Rotterdam | 0-2  | 2-2  | 1-2  | 1-1  | 1-1  | 1-2  | 1-0  | 3-1  | 0-0  | 0-2  | 2-0  | 1-1  | 1-3  | 1-1  | –––– | 0-2  | 1-4  | 4-0  |
| Twente           | 2-2  | 1-0  | 2-3  | 2-6  | 1-1  | 3-2  | 2-0  | 2-0  | -    | 1-0  | 2-0  | 1-1  | 1-3  | 2-0  | 1-1  | –––– | 2-0  | 6-2  |
| Utrecht          | 4-0  | 0-1  | 0-0  | 0-2  | 2-5  | 3-3  | 3-1  | 2-0  | 1-0  | 1-0  | 0-1  | 1-0  | 2-5  | 3-2  | 1-1  | 2-1  | –––– | 3-2  |
| Willem II        | 1-2  | 0-2  | 0-2  | 1-1  | 0-0  | 2-0  | 1-3  | 1-2  | 1-2  | 2-2  | 4-1  | 1-2  | 0-2  | 3-0  | 1-2  | 0-1  | 2-3  | –––– |

## Spareggi

### Play-off UEFA Europa Conference League
Le quattro squadre meglio piazzate in Campionato che non sono già qualificate per le coppe europee giocano per un posto al secondo turno di qualificazione della UEFA Conference League 2025-2026.

#### Tabellone
|  | Semifinali | Semifinali | Semifinali |        |   | Finale     | Finale | Finale |  |
|  |            |            |            |        |   |            |        |        |  |
|  | 5          | AZ Alkmaar | 4          |        |   |            |        |        |  |
|  | 5          | AZ Alkmaar | 4          |        |   |            |        |        |  |
|  | 9          | Heerenveen | 1          |        |   |            |        |        |  |
|  | 9          | Heerenveen | 1          |        | 5 | AZ Alkmaar | 3      |        |  |
|  |            |            |            |        | 5 | AZ Alkmaar | 3      |        |  |
|  |            |            | 6          | Twente | 2 |            |        |        |  |
|  | 8          | N.E.C.     | 6          | Twente | 2 | 2          |        |        |  |
|  | 8          | N.E.C.     |            |        |   |            |        |        |  |
|  | 6          | Twente     | 3          |        |   |            |        |        |  |

### Play-off salvezza/promozione
La 16ª classificata in campionato più sei squadre dell'Eerste Divisie 2024-2025 si giocano un posto nell'Eredivisie 2025-2026. Le perdenti parteciperanno invece all'Eerste Divisie 2025-2026. La 16ª classificata in campionato accede direttamente alle semifinali dove incontrerà una delle 3 vincintrici del primo turno.

#### Primo turno
| Squadra 1                       | Totale | Squadra 2    | Andata | Ritorno     |
| ------------------------------- | ------ | ------------ | ------ | ----------- |
| 12 maggio 2025 / 16 maggio 2025 |        |              |        |             |
| Den Bosch                       | 2 - 1  | Cambuur      | 1 - 0  | 1 - 1 (dts) |
| 13 maggio 2025 / 17 maggio 2025 |        |              |        |             |
| Telstar                         | 3 - 0  | ADO Den Haag | 2 - 0  | 1 - 0       |
| De Graafschap                   | 0 - 2  | Dordrecht    | 0 - 0  | 0 - 2       |

#### Semifinale
| Squadra 1                       | Totale          | Squadra 2 | Andata | Ritorno     |
| ------------------------------- | --------------- | --------- | ------ | ----------- |
| 20 maggio 2025 / 23 maggio 2025 |                 |           |        |             |
| Den Bosch                       | 1 - 2           | Telstar   | 0 - 0  | 1 - 2 (dts) |
| 21 maggio 2025 / 24 maggio 2025 |                 |           |        |             |
| Dordrecht                       | 4 - 4 (4-5 dtr) | Willem II | 2 - 1  | 2 - 3       |

#### Finale
| Squadra 1                      | Totale | Squadra 2 | Andata | Ritorno |
| ------------------------------ | ------ | --------- | ------ | ------- |
| 29 maggio 2025 / 1 giugno 2025 |        |           |        |         |
| Telstar                        | 5 - 3  | Willem II | 2 - 2  | 3 - 1   |

## Statistiche

### Squadre

#### Capoliste solitarie
|    | —— | —— | ——  | ——  | ——  | ——  | ——  | ——  | ——  | ——  | ——  | ——  | ——  | ——  | ——  | ——  | ——  | ——  | ——  | ——  | ——  | ——   | ——   | ——   | ——   | ——   | ——   | ——   | ——   | ——   | ——   | ——  | ——  | —— |  |
|    |    |    | PSV | PSV | PSV | PSV | PSV | PSV | PSV | PSV | PSV | PSV | PSV | PSV | PSV | PSV | PSV | PSV | PSV | PSV |     | Ajax | Ajax | Ajax | Ajax | Ajax | Ajax | Ajax | Ajax | Ajax | Ajax | PSV | PSV |    |  |
|    |    |    |     |     |     |     |     |     |     |     |     |     |     |     |     |     |     |     |     |     |     |      |      |      |      |      |      |      |      |      |      |     |     |    |  |
|    |    |    |     |     |     |     |     |     |     |     |     |     |     |     |     |     |     |     |     |     |     |      |      |      |      |      |      |      |      |      |      |     |     |    |  |
| 1ª | 2ª | 3ª | 4ª  | 5ª  | 6ª  | 7ª  | 8ª  | 9ª  | 10ª | 11ª | 12ª | 13ª | 14ª | 15ª | 16ª | 17ª | 18ª | 19ª | 20ª | 21ª | 22ª | 23ª  | 24ª  | 25ª  | 26ª  | 27ª  | 28ª  | 29ª  | 30ª  | 31ª  | 32ª  | 33ª | 34ª |    |  |

### Classifica in divenire
|                  | 1ª | 2ª | 3ª | 4ª  | 5ª  | 6ª  | 7ª   | 8ª   | 9ª   | 10ª  | 11ª | 12ª | 13ª | 14ª | 15ª | 16ª | 17ª | 18ª | 19ª | 20ª | 21ª | 22ª | 23ª | 24ª | 25ª | 26ª | 27ª | 28ª | 29ª | 30ª | 31ª | 32ª | 33ª | 34ª |
|                  |    |    |    |     |     |     |      |      |      |      |     |     |     |     |     |     |     |     |     |     |     |     |     |     |     |     |     |     |     |     |     |     |     |     |
| ---------------- | -- | -- | -- | --- | --- | --- | ---- | ---- | ---- | ---- | --- | --- | --- | --- | --- | --- | --- | --- | --- | --- | --- | --- | --- | --- | --- | --- | --- | --- | --- | --- | --- | --- | --- | --- |
| Ajax             | 3  | 3  | 3* | 3** | 6*  | 7*  | 10** | 13** | 16** | 19** | 25* | 26* | 29* | 32* | 33  | 36  | 39  | 42  | 45  | 45* | 48* | 51* | 54* | 60  | 63  | 64  | 67  | 70  | 73  | 74  | 73  | 74  | 75  | 78  |
| Almere City      | 0  | 0  | 0  | 1   | 2   | 2   | 2    | 2    | 3    | 6    | 6   | 6   | 6   | 6   | 6   | 6   | 9   | 10  | 10  | 10* | 10* | 13* | 13* | 14  | 14  | 15  | 18  | 19  | 19  | 20  | 19  | 20  | 21  | 22  |
| AZ               | 3  | 6  | 7  | 10  | 13  | 16  | 16   | 16   | 16   | 17   | 17  | 17  | 20  | 23  | 26  | 29  | 32  | 33  | 34  | 34  | 37  | 40  | 40* | 43  | 43* | 44* | 45* | 46  | 46  | 47  | 50  | 53  | 56  | 57  |
| Feyenoord        | 1  | 4  | 5  | 5*  | 6*  | 9*  | 10*  | 13*  | 16*  | 19*  | 22  | 25  | 28  | 29  | 32  | 35  | 35  | 35  | 36  | 36* | 36* | 39* | 40* | 44  | 44* | 47* | 50* | 56  | 59  | 62  | 65  | 65  | 68  | 68  |
| Fortuna Sittard  | 3  | 6  | 6* | 6*  | 6*  | 6   | 7    | 10   | 11   | 14   | 17  | 17  | 17  | 18  | 19  | 22  | 25  | 25  | 25  | 25  | 26  | 26  | 26* | 29  | 32  | 32  | 32  | 33  | 33  | 36  | 36  | 39  | 40  | 41  |
| Go Ahead Eagles  | 0  | 0  | 3  | 3   | 6   | 7   | 10   | 13   | 13   | 14   | 15  | 15  | 18  | 18  | 21  | 22  | 25  | 28  | 31  | 31* | 32* | 32* | 35* | 38  | 41  | 44  | 44  | 45  | 46  | 47  | 47  | 48  | 51  | 51  |
| Groningen        | 3  | 6  | 7  | 8   | 9   | 9   | 9    | 9    | 9    | 9    | 9   | 12  | 12  | 15  | 16  | 16  | 16* | 17* | 17* | 20* | 21  | 24  | 27  | 28  | 28* | 31* | 32* | 32  | 32  | 35  | 38  | 38  | 39  | 39  |
| Heerenveen       | 0  | 1  | 1* | 4*  | 4*  | 7*  | 7    | 8    | 8    | 11   | 11  | 14  | 14  | 15  | 18  | 21  | 21  | 24  | 24  | 24  | 25  | 26  | 27  | 30  | 30  | 31  | 31  | 34  | 34  | 40  | 37  | 40  | 40  | 43  |
| Heracles Almelo  | 1  | 1  | 2  | 2   | 3   | 6   | 9    | 9    | 9    | 9    | 12  | 12  | 13  | 13  | 14  | 14  | 14* | 15* | 18* | 19* | 20* | 24  | 24  | 27  | 27  | 28  | 31  | 32  | 35  | 35  | 35  | 38  | 38  | 38  |
| NAC Breda        | 0  | 3  | 3  | 3   | 6   | 6   | 6    | 9    | 12   | 15   | 15  | 15  | 16  | 19  | 22  | 22  | 22  | 22  | 25  | 25  | 26  | 26  | 27  | 27  | 28  | 29  | 30  | 30  | 31  | 32  | 32  | 32  | 32  | 33  |
| N.E.C.           | 0  | 0  | 3  | 6   | 6   | 6   | 7    | 7    | 10   | 10   | 13  | 16  | 16  | 16  | 16  | 17  | 17  | 20  | 23  | 23* | 24* | 24* | 25* | 26  | 26  | 29  | 30  | 30  | 30  | 30  | 31  | 34  | 37  | 40  |
| PEC Zwolle       | 0  | 0  | 0  | 3   | 4   | 4   | 7    | 8    | 8    | 8    | 9   | 12  | 12  | 15  | 16  | 16  | 17  | 17  | 20  | 23  | 24  | 24  | 25  | 25  | 25  | 26  | 29  | 30  | 31  | 31  | 34  | 35  | 38  | 41  |
| PSV              | 3  | 6  | 9  | 12  | 15  | 18  | 21   | 24   | 27   | 30   | 30  | 33  | 36  | 39  | 42  | 42  | 45  | 46  | 46  | 49  | 50  | 51  | 52  | 52  | 55  | 58  | 58  | 61  | 64  | 67  | 70  | 73  | 76  | 79  |
| RKC Waalwijk     | 0  | 0  | 0  | 0   | 0   | 0   | 0    | 0    | 1    | 1    | 4   | 4   | 5   | 6   | 6   | 6   | 7   | 7   | 8   | 11  | 14  | 17  | 17  | 17  | 17* | 17* | 17* | 19  | 19  | 19  | 19  | 22  | 22  | 25  |
| Sparta Rotterdam | 1  | 2  | 3  | 6   | 6   | 9   | 10   | 10   | 11   | 11   | 11  | 11  | 11  | 11  | 11  | 12  | 12  | 13  | 14  | 17  | 20  | 20  | 20  | 23  | 24  | 25  | 28  | 31  | 34  | 34  | 34  | 37  | 38  | 38  |
| Twente           | 3  | 4  | 4* | 4*  | 5*  | 11  | 14   | 14   | 15   | 18   | 21  | 22  | 25  | 28  | 28  | 31  | 31  | 34  | 34  | 34* | 35* | 36* | 39* | 43  | 46  | 46  | 46  | 47  | 48  | 48  | 51  | 51  | 54  | 54  |
| Utrecht          | 3  | 4  | 7  | 10  | 10* | 13* | 16*  | 19*  | 22*  | 22*  | 25* | 28* | 31* | 31* | 35  | 36  | 36  | 39  | 40  | 41  | 42  | 42  | 43  | 46  | 49  | 49  | 52  | 53  | 56  | 62  | 59  | 62  | 63  | 64  |
| Willem II        | 1  | 4  | 5  | 5   | 8   | 8   | 8    | 11   | 12   | 12   | 12  | 15  | 16  | 16  | 16  | 19  | 22  | 22  | 23  | 23  | 23  | 24  | 24  | 24  | 24  | 24  | 24  | 24  | 24  | 24  | 25  | 25  | 25  | 26  |

### Statistiche Individuali

#### Classifica marcatori finale
| Gol |  |  | Giocatore        | Squadra                   |
| --- |  |  | ---------------- | ------------------------- |
| 24  |  |  | Sem Steijn       | Twente                    |
| 16  |  |  | Igor Paixão      | Feyenoord                 |
| 14  |  |  | Troy Parrott     | AZ Alkmaar                |
| 14  |  |  | Luuk de Jong     | PSV                       |
| 13  |  |  | Dylan Vente      | PEC Zwolle                |
| 12  |  |  | Oliver Edvardsen | 8 Go Ahead Eagles; 4 Ajax |
| 12  |  |  | Malik Tillman    | PSV                       |
| 11  |  |  | Noa Lang         | PSV                       |
| 11  |  |  | Ricardo Pepi     | PSV                       |
| 11  |  |  | Ismael Saibari   | PSV                       |
| 10  |  |  | Guus Til         | PSV                       |
| 10  |  |  | Wout Weghorst    | Ajax                      |
| 10  |  |  | Jakob Breum      | Go Ahead Eagles           |
| 10  |  |  | Tobias Lauritsen | Sparta Rotterdam          |